# Скат арктичний
Скат арктичний (Amblyraja hyperborea) — вид скатів з роду Amblyraja родини Ромбові скати . Інша назва «північний скат».

## Опис
Досягає довжини 1 м і ваги до 4 кг. Цей скат близький до колючого скату, але кількість шипів в серединному ряду більше 24. Морда загострена, хвіст короткий. Спинний бік темніший, ніж у колючого ската, проте без кремових плям. У 98 % особин черевна сторона не чисто біла, а з широкими — від 15 до 90 % площі — темними мітками різної форми.

## Спосіб життя
Донний вид — бентофаг. Полюбляє піщаний та мулистий ґрунт. Тримається зазвичай на глибині 300—1500 м, проте може підійматися до 140 м або опускатися до 2500 м до температури −1 °C. Живиться костистими рибами.
Запліднення і відкладання яєць відбувається при температурі вище 0 °C. Самиці відкладають декілька яєць з шорсткою шкаралупою діаметром 8-13 см завдовжки та 5-8 см завширшки.

## Розповсюдження
Ареал значною мірою збігається з поширенням колючого ската, але простягається далі на північ: від Шетландських островів, Фарерських островів, Ісландії та протоки Дейвіса між Гренландією і Канадою до північної Гренландії та Шпіцбергена і Баренцевого моря. Деякі особини допливають до Карибського моря та Африки.